# Maison de l'Histoire de France
Ne doit pas être confondu avec Musée d’Histoire de France ou Musée de l'Histoire de France.
La Maison de l'histoire de France est un projet abandonné d'institution muséale consacré à l'histoire de France, développé durant la présidence de Nicolas Sarkozy, avec pour lieu d'implantation les locaux des Archives nationales, notamment l'hôtel de Soubise.
Créée début 2011 sous la forme d'une association de préfiguration, présidée par Jean-François Hebert, elle devint un établissement public administratif au 1er janvier 2012, dont la présidente est Maryvonne de Saint-Pulgent.
L'objectif initial est de transférer à l'établissement le musée des Archives nationales ; compte tenu de la polémique engagée, les deux institutions doivent par la suite selon le projet se partager le site. Comme le musée des Archives nationales, la maison de l'histoire de France devait présenter, d'une part, un parcours permanent autour de documents emblématiques, d'autre part, des expositions régulières, des colloques et des conférences. Elle devait également regrouper plusieurs musées d'histoire ou d'histoire de l'art.
Le projet était critiqué par de nombreux historiens et avait également soulevé des protestations au sein des Archives nationales.
La ministre de la Culture Aurélie Filippetti annonce en août 2012 que le projet est abandonné, conformément aux engagements pris par François Hollande dans son programme de campagne pour l'élection présidentielle française de 2012.

## Les débuts du projet
La proposition de créer un musée de l'histoire nationale est formulée par Nicolas Sarkozy, candidat à l'élection présidentielle française de 2007. Elle est approfondie par le gouvernement, dès le 20 novembre 2007, après son élection, date de la lettre de mission du ministre de la Défense et du ministre de la Culture, qui confiait la rédaction d'un rapport à un conservateur de patrimoine, Hervé Lemoine. Ce rapport, rendu en avril 2008, préconisait le choix du site de l'hôtel des Invalides. Certains historiens tels que Nicolas Offenstadt, Christophe Charle, Robert Descimon ou Gérard Noiriel, s'étaient alors inquiétés de l'orientation « patriotique et centralisatrice » du musée qui apparaissait dans les deux rapports. D'autres avaient publié dans Le Monde en 2010 une tribune qualifiant la Maison de l'histoire de France de « projet dangereux ».
Lors de son discours de vœux au monde de la culture à Nîmes, le 13 janvier 2009, Nicolas Sarkozy regrettait « qu’il n’y a aucun grand musée d’histoire digne de ce nom » et relançait son souhait de créer un musée de l'Histoire de France, « qui pourrait d’ailleurs être une fédération de musées et des monuments, qui travailleraient en réseau et collaboreraient avec de grandes institutions étrangères. Un musée doté d’un centre, situé dans un endroit symbolique. Il me semble que cette initiative renforce aussi l’identité qui est la nôtre, l’identité culturelle ».
Jean-Pierre Rioux fut alors chargé d'un rapport d'expertise pour le choix des lieux, parmi l’hôtel de Soubise, celui des Invalides, les châteaux de Versailles, Vincennes et Fontainebleau, auxquels lui-même ajoute les sites des batailles de Bouvines, Valmy et Verdun, l'Hôtel des Monnaies, le palais de Chaillot et le Grand Palais.
Par décret en conseil de ministre du 11 février 2010, Hervé Lemoine, auteur du premier rapport sur la question, fut nommé directeur, chargé des archives de France.

## L'annonce officielle
Lors du discours consacré au 70e anniversaire de la découverte de la grotte de Lascaux, prononcé le 12 septembre 2010, le président Sarkozy annonça que la Maison de l’Histoire de France serait implantée sur le site parisien des Archives nationales, grand quadrilatère regroupant les hôtels de Soubise et de Rohan autour de jardins qui seraient ouverts au public.

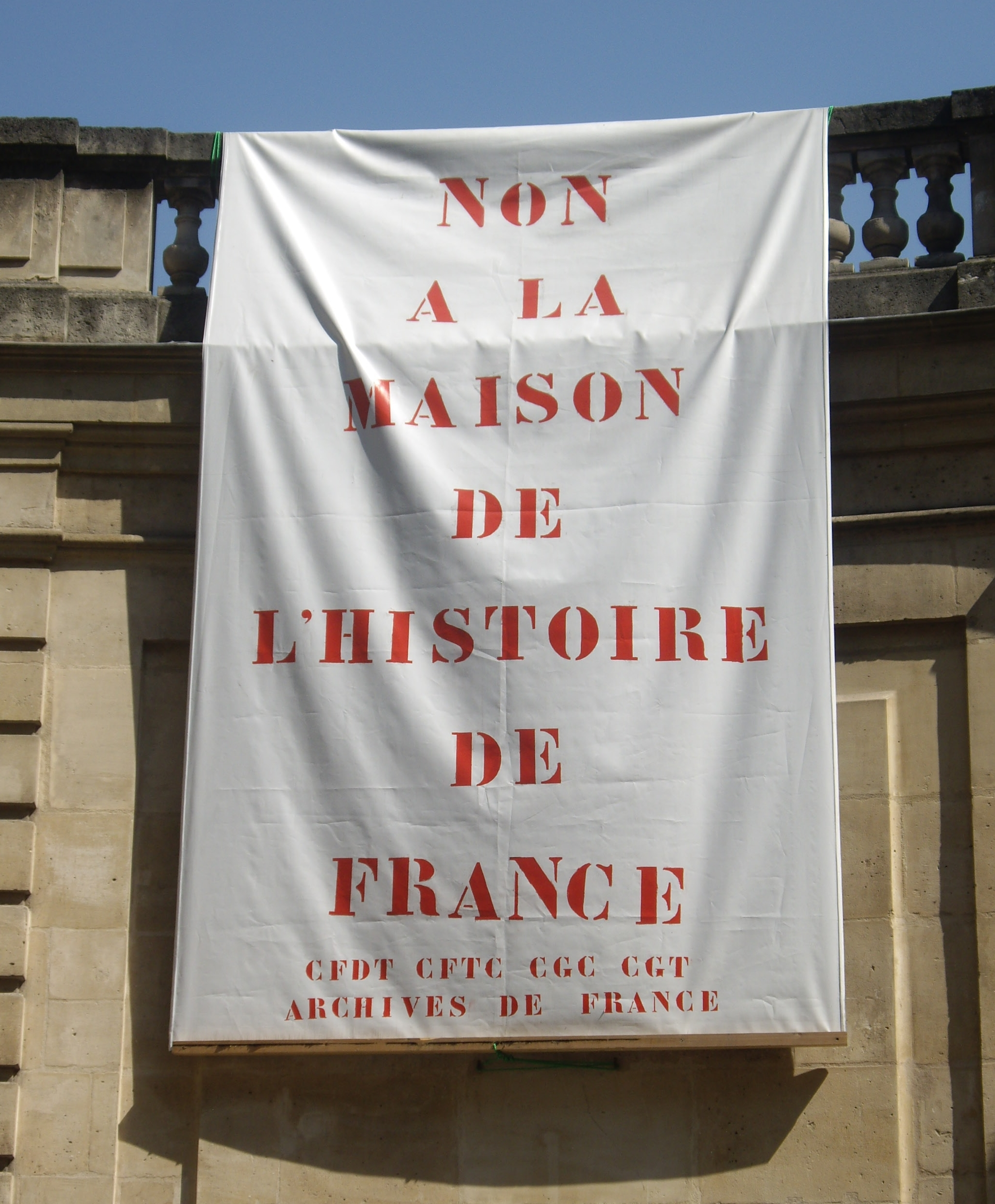
Étendard déployé à l'extérieur de l'hôtel de Soubise, rue des Francs-Bourgeois à Paris, en avril 2011.

Selon ses promoteurs, l'objectif du projet était de donner un socle commun de culture historique regroupant les clefs de compréhension de l'histoire de France.
La Maison de l'Histoire de France devait être constituée d'un lieu central, l'hôtel de Soubise, d'un réseau de neuf musées nationaux ayant trait à l'histoire ainsi que d'autres institutions en lien avec l'histoire de France. Le lieu central devrait présenter d'une part une grande frise chronologique et d'autre part des expositions organisées en lien avec les Archives nationales, ainsi que des manifestations culturelles.

## Le comité d'orientation scientifique
Le 13 janvier 2011, l'Association de préfiguration de la Maison de l'histoire de France, dont la présidence était confiée à Jean-François Hebert, président du château de Fontainebleau, fut dotée d'un comité d'orientation scientifique, présidé par Jean-Pierre Rioux, avec Jean Favier comme président d'honneur. Il comprenait Dominique Borne, Jacques Berlioz, Éric Deroo, Étienne François, Sébastien Laurent, Dominique Missika, Laurent Olivier, Pascal Ory, Jean-Christian Petitfils, Paule René-Bazin, Anthony Rowley, Donald Sassoon (es), Martine Segalen, Benjamin Stora, Élisabeth Taburet-Delahaye, Laurent Theis, Anne-Marie Thiesse et Emmanuel de Waresquiel.

## Polémique sur la localisation de la Maison
Dès l'annonce du choix des Archives nationales comme lieu d'implantation, une grande partie du personnel des Archives occupa le rez-de-chaussée du lieu de septembre 2010 à janvier 2011. Selon eux, les espaces occupés par la Maison de l'Histoire de France prenaient la place de ceux précédemment dévolus au Musée des Archives nationales. L'argument selon lequel le transfert d'une partie des collections des Archives nationales vers le nouveau site de Pierrefitte libérait des espaces "très importants" était en effet sujet à caution, puisque les espaces effectivement libérés n'étaient pas ceux revendiqués par la Maison.
En janvier 2011, pour sanctionner l'attitude du personnel des Archives nationales, le ministre de la Culture, Frédéric Mitterrand, interdit l'ouverture de l'exposition « Dans l'atelier des menus plaisirs du roi » (commissaire Jérôme de La Gorce). Devant l'indignation suscitée par une telle décision, le ministère se trouva ensuite contraint d'autoriser l'ouverture et de promettre, par une lettre du directeur de cabinet, le maintien des missions « scientifiques culturelles éducatives et muséographiques des Archives nationales sur le quadrilatère parisien, notamment dans l'hôtel de Soubise. » Mais un mois plus tard, en février 2011, Isabelle Neuschwander, directrice des Archives nationales depuis 2007, était déchargée de ses fonctions, un geste évidemment lié à son peu d'enthousiasme devant le projet de la Maison.
Cette révocation suscita un grand émoi. Une partie des membres du conseil d'orientation de la Maison de l'Histoire de France, accompagnés d'autres historiens et archivistes, publièrent une tribune dans Le Monde pour dénoncer l'installation aux Archives nationales. Son président Jean-Pierre Rioux affirma dès lors que les Archives ne lui semblaient pas le meilleur lieu, tout en soulignant que sa mission était de travailler sur le projet et non sur l'implantation.

## Difficultés et abandon
Malgré la nomination d'une nouvelle directrice, l'occupation par le personnel des Archives reprit le 8 mars, et cessa de nouveau après les garanties répétées de maintien de l'implantation sur le site.
Cependant, la poursuite de la réflexion sur le projet laissait entrevoir les difficultés de sa mise en œuvre : des travaux importants et très onéreux sont à engager pour transformer le quadrilatère Rohan-Soubise. Des constructions nouvelles étaient évoquées, mettant en évidence l'insuffisante préparation du projet. Soucieux néanmoins d'en affirmer la pérennité, le gouvernement transforma l'Association de préfiguration en établissement public (janvier 2012). La présidence en était confiée à Maryvonne de Saint-Pulgent. Parallèlement, en février 2012, une exposition était organisée, mais au Grand-Palais, consacrée aux plans reliefs. La qualité scientifique de l'exposition fut saluée par tous, mais son coût, rapporté à sa faible durée (5 semaines), fut également dénoncé.
Dans son programme culturel, François Hollande, candidat à la présidence de la République, promettait la suppression de la Maison de l'Histoire de France. La ministre de la Culture Aurélie Filippetti confirma en août 2012 que le projet était enterré, mais qu'une réflexion était engagée afin de mettre en réseaux les musées historiques français. Maryvonne de Saint-Pulgent démissionna alors de ses fonctions.
L'établissement fut dissous par décret le 31 décembre 2012 .